# Heckler & Koch HK33
L’HK33 è un fucile d'assalto calibro 5,56 mm  progettato  dalla Heckler & Koch nel 1968 e prodotto dalla stessa fino al 2001.

## Storia
Visto il grande successo del G3, il fucile G33 è in diverse varianti; la serie fu adottata come arma d'ordinanza dalla Força Aérea Brasileira e dalle forze armate di Tailandia e Malesia, stati in cui il fucile viene prodotto su licenza della HK. Il fucile non viene più prodotto dalla Heckler & Koch dal 2001 ma da altre aziende su licenza, come la Manufacture d'armes de Saint-Étienne e la Makina ve Kimya Endüstrisi Kurumu.

## Caratteristiche
L'HK33 è un'arma a fuoco selettivo con funzionamento a massa battente con ritardo a rullini.
Nella versione standard il fucile è equipaggiato con un grilletto per uso ambidestro e un selettore a tre posizioni:
- S / 1: sicura
- E / 1: colpo singolo
- F / 25: raffica libera

Quando il selettore è impostato sulla sicura, il grilletto dell'arma viene disabilitato.
La casa inoltre produce selettori in cui è possibile sostituire la raffica libera con raffica controllata da 2 o 3 colpi, oppure una particolare configurazione con selettore a quattro posizioni:
- 0: sicura
- 1: colpo singolo
- 3: raffica controllata da 3 colpi
- 25: raffica libera

Il fucile può essere alimentato da tre diversi tipi di caricatore:
- Un caricatore in acciaio da 25 colpi.
- Un caricatore in alluminio da 40 colpi.
- Un caricatore curvo (introdotto successivamente) da 30 colpi.

Il fucile è dotato di uno spegnifiamma che abilita il fucile all'uso di granate da fucile e supporta le baionette per la serie G3.
Durante il periodo di produzione il fucile ha subito piccole modifiche e il modello comprendente tutte queste modifiche viene generalmente identificato come HK33-E. Il calcio fisso è stato rinforzato e l'impugnatura anteriore sintetica rimpiazzata con una nuova che permettesse il montaggio di un bipiede ripiegabile.
L'appoggio per la spalla nei fucili con calcio telescopico è stato modificato così da assomigliare il più possibile a quello dell'MP5.
Il fucile può facilmente essere disassemblato in tre parti: il castello, il calcio (con la relativa molla di ritorno) e il gruppo del grilletto (con l'impugnatura a pistola)

### Organi di mira
L'arma utilizza un mirino metallico regolabile con una diottra, regolabile in elevazione e deriva, avente quattro fori, contrassegnati con 100, 200, 300 e 400, per il tiro alle relative distanze.
La parte superiore del castello presenta delle scanalatura per l'aggancio delle scine (universali per le serie G3 e MP5) per l'utilizzo di ottiche telescopiche e visori notturni.

### Accessori
Incluso con il fucile è presente un bipiede sganciabile, una baionetta (modello G3), cinghia per il trasporto, kit di pulizia del fucile e un dispositivo per riempire i caricatori più rapidamente. In aggiunta, un HK33 può montare sotto la canna un lanciagranate HK79.

## Versioni e varianti
Ne furon prodotte quattro diverse versioni:
- Una versione camerata per il 7,62 × 51 mm NATO.
- Una versione camerata per il proiettile russo 7,62 × 39 mm M43.
- Una versione per il calibro intermedio 5,56 × 45 mm NATO.
- Una versione camerata per il proiettile da pistola 9 × 19 mm Parabellum.

E diverse varianti:
- HK33 A2: variante con calcio sintetico rigido.
- HK33-SG/1: destinato al tiro di precisione, equipaggiato con un'ottica telescopica e un grilletto simile a quello del G3SG/1.
- HK33 A3: identico al modello standard ma equipaggiato con un calcio telescopico
- HK33K A3: versione carabina con canna corta ed equipaggiata con calcio metallico pieghevole. Questo modello, a causa della canna accorciata non può montare lanciagranate o baionette di alcun tipo.
- HK53: versione compatta dell'HK33-K. Dotato di canna corta, paramano e calcio telescopico mutuati dalla serie MP5.
- HK13: versione mitragliatrice leggera. Può essere alimentata da caricatori a scatola o a tamburo (con capacità di 100 colpi), è dotata di un kit di cambio rapido per la canna (in caso di fuoco sostenuto e prolungato), di un bipiede e di un paramano anteriore che impedisce al tiratore di ustionare la mano a contatto con la canna.
- Type 11: versione prodotta su licenza a Taiwan dal Ministero della Difesa Nazionale. Esiste anche una particolare versione bullpup (per i combattimenti nella giungla) che utilizza i sistemi di mira dell'M16 americano e un'impugnatura verticale anteriore.

## Paesi utilizzatori
- Argentina
- Bosnia ed Erzegovina
- Brasile
- Cile (Cuerpo de Infantería de Marina)
- Cipro
- Timor Est
- Ecuador
- El Salvador
- Francia
- Grecia
- Irlanda (Garda Síochána e Irish Army Rangers)
- Italia (Reggimento Carabinieri "Tuscania")
- Libano
- Malaysia
- Birmania
- Perù
- Portogallo
- Spagna (Guardia Civil e Cuerpo Nacional de Policía)
- Thailandia
- Turchia (esercito turco)
- Regno Unito (Special Air Service e Police Service of Northern Ireland)
- Stati Uniti (Navy SEAL)
- Venezuela

## Nell'arte
- In ambito anime, l'Heckler & Koch HK33 compare in Full Metal Panic.[2]
- In ambito videoludico, l'Heckler & Koch HK33 è utilizzabile dal giocatore nel titolo "Tom Clancy's Rainbow Six: Siege", sotto la denominazione di AR33 e scegliendo l'operatore dello "Special Air Service" Thatcher.